# Ranunculus hakkodensis
Ranunculus hakkodensis är en ranunkelväxtart som beskrevs av Takenoshin Nakai. Ranunculus hakkodensis ingår i släktet ranunkler, och familjen ranunkelväxter. Inga underarter finns listade i Catalogue of Life.